# 란드리 눈게모
란드리 조엘 사팩 눈게모(Landry Joel Tsafack N'Guémo, 1985년 11월 28일~2024년 6월 27일)는 카메룬의 전 축구 선수이다. 포지션은 수비형 미드필더이다.